# Bupleurum distichophyllum
Bupleurum distichophyllum är en flockblommig växtart som beskrevs av Robert Wight och George Arnott Walker Arnott. Bupleurum distichophyllum ingår i släktet harörter, och familjen flockblommiga växter. Inga underarter finns listade i Catalogue of Life.